# Desaparición de Laureen Rahn
Laureen Ann Rahn (3 de abril de 1966 – desaparecida el 26 o 27 de abril de 1980) era una adolescente estadounidense que desapareció en circunstancias misteriosas de su casa en Mánchester, New Hampshire. En la noche de su desaparición, Laureen estaba acompañada de un amigo y una amiga en el apartamento que compartía con su madre, Judith, quien esa noche había salido con su novio. 
En algún momento durante la noche, el amigo de Rahn abandonó el apartamento después de escuchar voces en el pasillo, suponiendo que la madre de Rahn volvía a casa. Su amiga se quedó en el apartamento. Cuando Judith regresó a casa alrededor de la medianoche, descubrió que todas las bombillas de los pasillos del edificio de apartamentos habían sido desenroscadas, dejando los pasillos completamente a oscuras. Comprobó la habitación y vio una figura durmiendo en la cama de su hija, y supuso que era ella; sin embargo, al despertarse a la mañana siguiente, descubrió que, de hecho, era la amiga de Rahn la que había dormido en la cama. Su amiga afirmó que Rahn había dormido en el sofá la noche anterior. 
En los meses posteriores a su desaparición, Judith recibió numerosas llamadas telefónicas de una persona no identificada, varias de las cuales fueron realizadas en moteles en Santa Ana y Santa Mónica, California. La policía descubrió que uno de estos moteles era sospechoso de producir pornografía infantil, pero nunca se confirmó que Laureen hubiera estado en ninguno de los moteles. Su madre continuó recibiendo llamadas anónimas en los años siguientes antes de cambiar su número de teléfono. En 2024, la desaparición de Rahn sigue sin resolverse. 

## Cronograma

### Desaparición
En la noche del 26 de abril de 1980, Laureen Rahn estaba en su casa en la residencia que compartía con su madre, un apartamento en el tercer piso en Merrimack Street en Mánchester, New Hampshire. Su madre, Judith, pasaba la noche asistiendo a un partido de tenis fuera de la ciudad con su novio. Rahn, que estaba de vacaciones de primavera en ese momento, invitó a un amigo y una amiga, y los tres bebieron cerveza y vino juntos. En algún momento durante la noche, el amigo masculino de Rahn escuchó voces en el pasillo del edificio de apartamentos y se fue por una puerta trasera, suponiendo que la madre de Rahn regresaba a casa y que se metería en problemas si lo encontraba allí. El amigo dijo que escuchó a Rahn cerrar la puerta detrás de él cuando se fue.
En algún momento alrededor de la 1:15, el 27 de abril, Judith llegó a su casa y notó que las bombillas de los tres pisos del edificio de apartamentos habían sido desenroscadas, dejando los pasillos completamente a oscuras. Cuando llegó a la puerta de su apartamento, la encontró abierta. Antes de acostarse, Judith miró en la habitación de Rahn y vio una figura dormida en la cama, asumiendo que era su hija. Varias horas después, alrededor de las 3:45 a. m., Judith se despertó y descubrió que en realidad no era Rahn la que dormía en su cama, sino la amiga de Rahn que había pasado allí la noche. La amiga de Rahn afirmó que la había visto por última vez dormida en el sofá de la sala de estar. Tras un examen más detallado del apartamento, Judith encontró la ropa de Rahn y sus zapatillas nuevas en la sala de estar, y la puerta trasera abierta.

### Eventos siguientes

#### Desaparición de Denise Daneault
Seis semanas después de la desaparición de Rahn, Denise Daneault, una joven que vivía a dos cuadras de la residencia de Rahn, desapareció de un bar en Mánchester. Décadas después, la policía determinó que el presunto asesino en serie Terry Peder Rasmussen vivía en la zona bajo el seudónimo de "Bob Evans". Rasmussen luego se declaró culpable de asesinar a su esposa en California en 2003, y murió en 2010. Las autoridades creen que Rasmussen pudo haber estado involucrado en hasta cinco asesinatos y/o desapariciones más, incluida la de Denise Beaudin, que desapareció en Goffstown en 1981 y nunca fue encontrada, así como en los asesinatos de Bear Brook, que se refieren a cuatro asesinatos de mujeres. víctimas encontradas en el Parque Estatal Bear Brook entre 1985 y 2000. Una de las víctimas fue su hija biológica.

#### Llamadas telefónicas
El 1 de octubre de 1980, Judith descubrió que le habían cobrado tres llamadas telefónicas realizadas en California; ella no tenía amigos ni parientes allí, y Rahn nunca había tenido ningún vínculo con esa zona. Se realizaron dos llamadas desde un motel en Santa Mónica, y otra desde un motel en Santa Ana, la última de las cuales se hizo a una línea directa de ayuda sexual para adolescentes. Los detectives hablaron con el médico que mantenía la línea directa e inicialmente negó saber nada de la llamada. Cinco años más tarde, en 1985, el médico cambió su historia: afirmó que numerosas mujeres jóvenes y fugitivas visitaban ocasionalmente a su esposa en su casa, y que una de las chicas pudo haber sido Rahn. También declaró que Annie Sprinkle, una educadora sexual y exactriz pornográfica que supuestamente conocía a su esposa, podría haber tenido información sobre la desaparición de Rahn y las desapariciones de otras chicas fugitivas. Sin embargo, la policía no pudo encontrar ninguna evidencia que vinculara a Sprinkle con la desaparición de Rahn.
A lo largo de 1981, Judith afirmó haber recibido numerosas llamadas misteriosas de una persona desconocida, siempre las recibía aproximadamente a las 3:45 a. m. Durante estas llamadas, Judith afirmó que la persona que llamó nunca habló. Las llamadas telefónicas continuaron durante varios años después de la desaparición de Rahn, aumentando su frecuencia durante las vacaciones de Navidad. Las llamadas finalizaron después de que cambiara su número de teléfono varios años después de la desaparición de Rahn. 
Judith contrató a un investigador privado para que siguiera la pista de California en 1986. Este detective localizó los moteles desde los cuales se habían realizado las llamadas telefónicas de octubre de 1980. La policía local de Santa Mónica declaró que uno de los moteles conocido como "Dr. Z" pudo haber sido utilizado como lugar de filmación de pornógrafía infantil, sin embargo la policía no pudo vincular al Dr. Z con la línea directa. El mismo año, un amigo de la infancia de Rahn llamado Roger Maurais recibió una llamada telefónica de una mujer que decía ser "Laurie" o Laureen. La madre de Maurais respondió a la llamada telefónica y declaró que la mujer afirmaba haber sido la exnovia de su hijo.

## Presuntos avistamientos
En 1981, después de recibir las llamadas telefónicas de octubre de 1980, un miembro de la familia de Rahn afirmó haberla visto en una terminal de autobuses en Boston, Massachusetts; este avistamiento permanece sin confirmar. Otro avistamiento no confirmado ocurrió en 1988, cuando un testigo afirmó haber visto a una prostituta en Anchorage, Alaska, que coincidía con la descripción de Rahn.

## Acontecimientos posteriores
Algún tiempo después de mediados de la década de 1980, Judith se volvió a casar y se mudó a Florida. Ha declarado que cree que fue su hija quien realizó las llamadas telefónicas desde California en octubre de 1980. El amigo varón no identificado que estaba bebiendo alcohol con Rahn la noche en esta que desapareció se suicidó en 1985, aunque la policía nunca lo consideró sospechoso de su desaparición. Los investigadores asignados al caso de Rahn han declarado que creen que hay juego sucio en este caso.